# صنجة

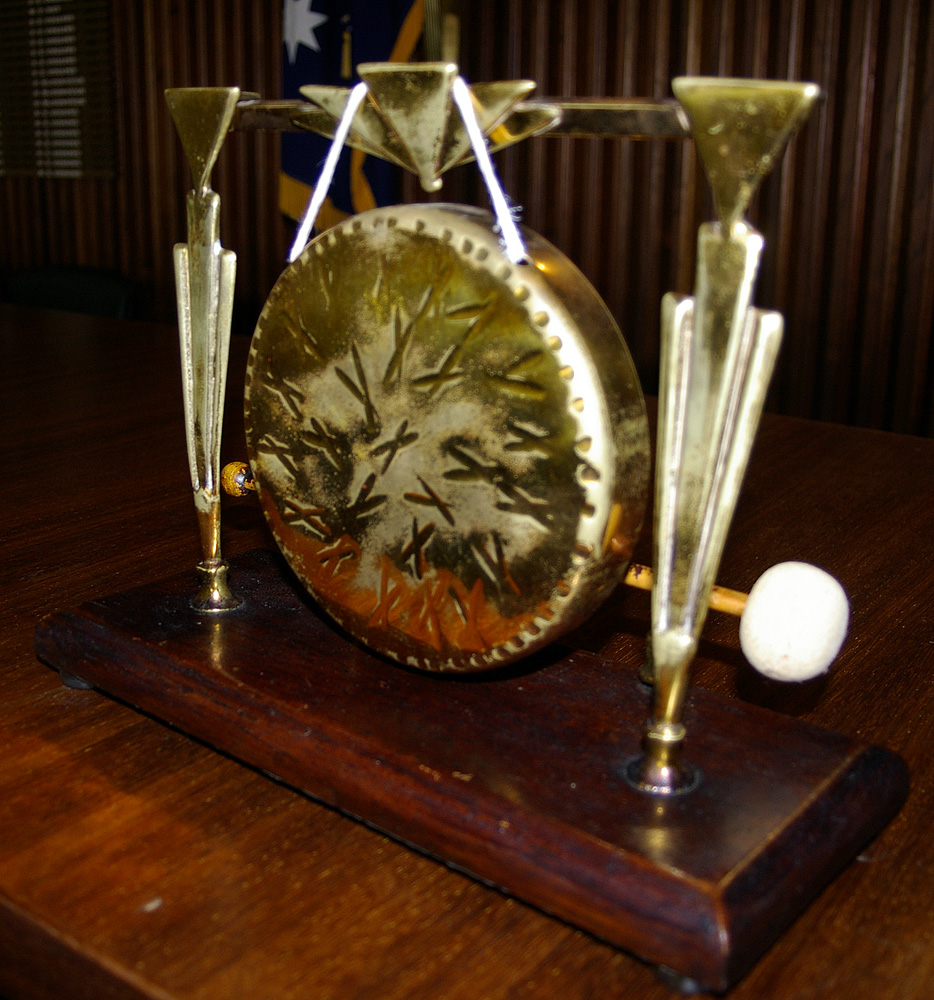
آلة الجونج

الصنجة أو الغونج أو الجونج (بالإنجليزية: Gong)
هي آلة موسيقية تنتشر في الشرق وجنوب شرق آسيا وتعتبر من الآت النقرالات معدنية على شكل آنية تغطي كل منها صوتا من أصوات السلم الموسيقي وتوضع متجاورة في مجاميع مختلفة الأحجام ويدق عليها بمطارق ذات رؤؤس لينة من اللباد أو المطاط وأهم الالات الجونج نوعان: • نوع على شكل اطباق مستديرة منحنية اطرافها إلى الداخل وهو م يشبه اطار أو الرق وتغلق فيها حبل • نوع قد تصنع على شكل حلة مقفلة يتوسط سطحها العلوي بروز يدق عليه بالمضارب وتوضع علي الحوامل حتي تظل اهتزازها حرة. وتؤلف أيضا من هذا النوع فرق خاصة من الآت مختلفة الإحجام متعددة المناطق الصوتية.
والجونج تعتبر من مجموعة الآلات التي يَصدر الصوت منها عن طريق القرع، إما بمطارق وإما بقرع بعضها ببعض، وهي نوعان:
1. آلات غير محددة الطبقة الصوتية مثل الطبول والمثلثات والشخاليل والجونج.
2. آلات محددة الطبقة الصوتية مثل طبول القَدْر والماريبا والزايلوفون، ومجموعة الآلات الإيقاعية تمثل المجموعة الرابعة في تكوين الأوركسترا السيمفوني بعد مجموعة الوتريات، ومجموعة آلات النفخ الخشبية، ومجموعة آلات النفخ النُحاسية.